# Vikingi

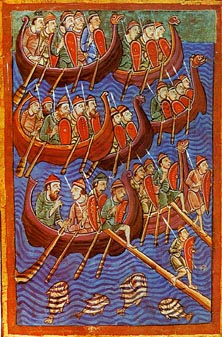
Navigatori danezi înaintea invadării Angliei, ilustrație din secolul al XII-lea.

Vikingii au fost importanți fermieri, negustori, exploratori, colonizatori, războinici și cuceritori cvasi-majoritar germanici, scandinavi și nordici care, în perioada anilor c. 793–1066 (de-a lungul Evului Mediu Timpuriu până la Bătălia de la Stamford Bridge și cea de la Hastings împotriva anglo-saxonilor mai precis), au dominat jumătatea nord-vestică a Europei continentale și insulare, din Scandinavia lor nativă (i.e., regatele contemporane Danemarca, Suedia și Norvegia) până în arhipelagul britanic, Normandia, Insulele Feroe, Islanda și Groenlanda. Această perioadă de timp din istoria Europei medievale este cunoscută drept Epoca vikingilor.
Vikingii sunt, totodată, strămoșii popoarelor nord germanice contemporane, mai precis danezii, norvegienii, suedezii, islandezii și feroezii, precum și a diasporei scandinave de pe tot mapamondul, cel mai important cea din Statele Unite ale Americii și Canada. Vikingii erau vorbitorii nordicii vechi, o străveche limbă indo-europeană din ramura germanică, precursoarea tuturor limbilor nord-germanice de astăzi, mai precis daneza, norvegiana, suedeza, islandeza, feroeza, și limba elfdală. Un aspect socio-cultural foarte important în ceea ce privește societatea medievală timpurie scandinavă este că nu toți nordicii erau vikingi și că termenul „viking” denotă mai degrabă o meserie sau ocupație decât un cuvânt care să semnifice etnia.
În ceea ce privește realizările lor ce țin de domeniul explorației și navigației, conform unor izvoare istorice medievale, cel mai notabil saga lui Eric cel Roșu (dar și cea a groenlandezilor precum și capitole separate din cronicile islandeze Hauksbók și Flateyjarbók, ambele din secolul XIV), în contextul voiajelor lor maritime dincolo de Marea Nordului către apus, vikingii au atins chiar și coasta de est a Americii de Nord la L'Anse aux Meadows de pe insula Newfoundland din provincia Newfoundland și Labrador ce ține de Canada de astăzi în jurul anului 1000, teritoriu care cuprindea și provincia Nova Scotia și pe care l-au botezat ulterior în nordica veche „Vinland”, adică ținutul vinului după tipurile de fructe de pădure (confundate cu struguri) descoperite de echipajul lui Leif Eriksson în urma debarcării și așezării ulterioare pe pământ american. 
De asemenea, în estul și sud-estul Europei continentale precum și în Orientul Mijlociu, vikingii (cu precădere cei de descendență suedeză) erau cunoscuți sub numele de varegi (i.e., de la „garda varegă”) de către slavii de răsărit, de bizantini și de arabi, serviciile militare de mercenari ale unora dintre acești temuți vikingi fiind reputate și folosite astfel în Imperiul Roman de Răsărit, mai precis în slujba împăratului acestuia sub anterior menționata gardă varegă, o unitate militară imperială de elită.
Curajul, puterea fizică și cruzimea lor în luptă sunt binecunoscute în documentele istorice, însă trebuie menționat faptul că vikingii aveau și ocupații pașnice, precum comerțul, agricultura, păstoritul și construirea de așezări (i.e., colonizarea). Inițial, vikingii s-au așezat ca agricultori în regiunile de coastă. Mai târziu, folosind superioritatea lor în construirea corăbiilor (dintre toate cele mai eficiente fiind cele de tip „drakkar”) și arta navigației, au început să practice pirateria de-a lungul coastelor mărilor (în special a Mării Nordului), urcând și pe cursul unor fluvii. Dată fiind îndrăznela lor, vikingii erau considerați adversari militari redutabili și invadatori de temut, care prin acțiunile lor de pradă au răspândit panică în rândurile populațiilor băștinașe creștine din regatele și imperiile Europei de Vest, mai ales pe cuprinsul Imperiului Franc condus de Carol cel Mare (sau Charlemagne), asediind ulterior cu succes și Parisul (ce ținea atunci de Regatul Franciei de Vest) între anii 885 și 886.
În zilele noastre, s-a ajuns la concluzia că vikingii au părăsit regiunile nordice, cu o climă aspră, pentru a se așeza în Europa apuseană, mult mai bogată și cu o climă categoric mai blândă decât ținuturile lor natale pentru agricultură. Istorisirile despre bogățiile Europei de Vest au atras vikingii, care erau săraci în resurse naturale pe meleagurile natale, ducând în nordul Europei o viață relativ modestă și foarte aspră.

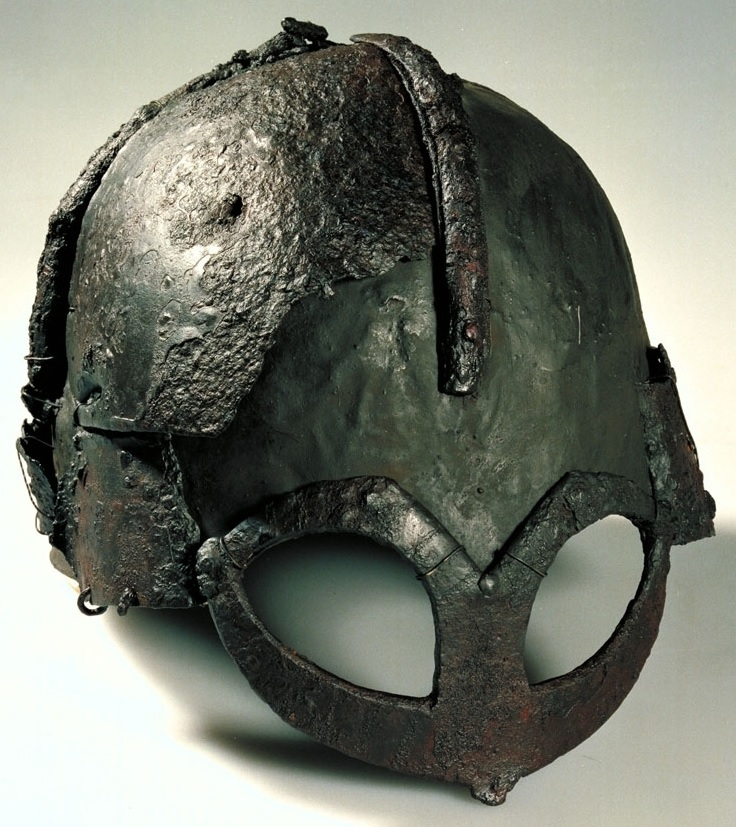
Coiful viking excavat la Gjermundbu în Norvegia, unul dintre cele mai bine prezervate coifuri de acest tip.

Vikingii au profitat de conflictele geopolitice interne din Europa medievală timpurie pentru a-și extinde activitatea în alte teritorii (devenind ulterior mercenari de succes). Astfel, după moartea lui Ludovic cel Pios, împăratul francilor, în 840, fiul acestuia Lothar I a solicitat sprijinul unei flote vikinge în lupta pentru putere pe care o ducea împotriva fraților săi. Vikingii și-au dat seama că nobilii franci erau dispuși să le plătească sume considerabile pentru a-i împiedica să-i atace, făcând astfel ținuturile lor o țintă irezistibilă pentru raidurile nordicilor.
Deși este răspândită imaginea vikingilor purtând coifuri cu coarne, nu există nicio dovadă istorică a acestui presupus obicei, tot acest mit pornind mai degrabă de la invențiile artiștilor romantici ai secolului XIX. De altfel, conform descoperirilor arheologice, există relativ puține coifuri datând din Perioada vikingă bine prezervate, cel mai notabil de acest tip fiind cel excavat în Gjermundbu, Norvegia.

## Cucerirea  Insulelor Britanice

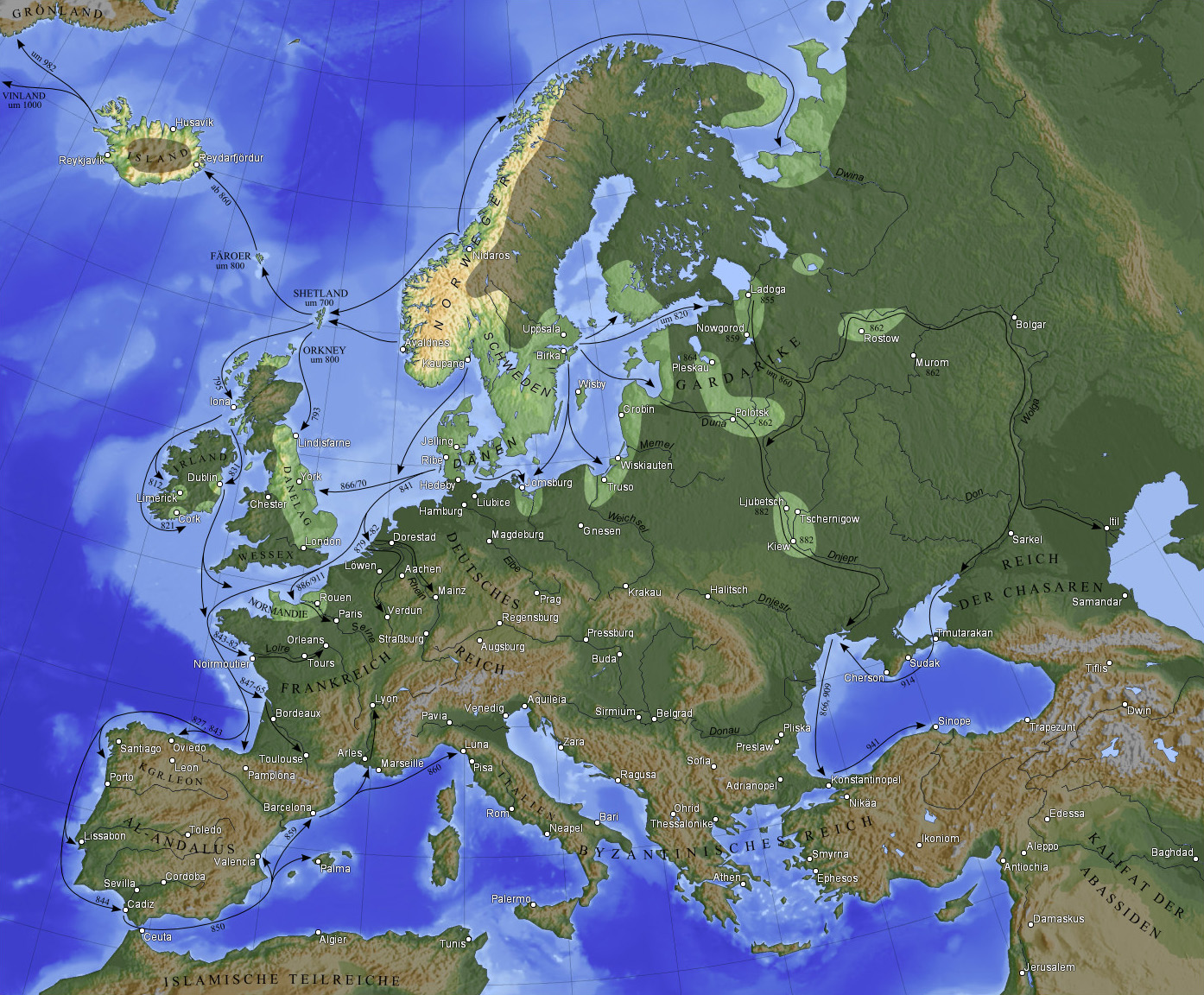
Incursiunile vikingilor în secolele VIII-X.

De la mijlocul secolului al IX-lea, Irlanda, Scoția și Anglia au devenit obiective majore pentru vikingi. Vikingii au preluat controlul asupra insulelor din nordul Scoției (Shetland și arhipelagului Orkney), Insulele Hebride și o mare parte a Scoției continentale. Ei au fondat în Irlanda primele orașe comerciale: Dublin, Waterford, Wexford, Wicklow și Limerick, și au utilizat baza lor de pe coasta irlandeză pentru a lansa atacuri în Irlanda, Marea Irlandei și în Anglia. Când regele Carol cel Pleșuv a început să apere Vestul Franciei mai energic în anul 862, fortificând orașe, mănăstiri, râuri și zonele de coastă, forțele vikinge au început să se concentreze mai mult asupra Angliei decât Francia.
În valul de atacuri vikinge în Anglia după 851, doar un singur regat - Wessex - a fost capabil să reziste cu succes. Armatele vikinge (cea mai mare parte daneză) a cucerit East Anglia și Northumberland și a dezmembrat Mercia, în timp ce în 871, Regele Alfred cel Mare din Wessex a devenit rege doar pentru a învinge în mod decisiv o armată daneză în Anglia. Renunțând la Wessex, danezii s-au stabilit la nord, într-o zonă cunoscută sub numele de "Danelaw". Mulți dintre ei au devenit fermieri și comercianți și s-au stabilit la York, ca un oraș de frunte mercantil. În prima jumătate a secolului X, armatele engleze conduse de descendenții lui Alfred de Wessex au început recucerirea zonelor scandinave din Anglia, ultimul rege scandinav, Erik Bloodaxe, fiind expulzat și ucis în 952, unind cele șapte regate engleze  într-un singur regat.
În 1070 au ocupat sudul Italiei și Sicilia. Ulterior, s-au stabilit în Islanda, locul de pornire în aventura de peste ocean.

## Așezările vikinge din Europa și dincolo de ocean

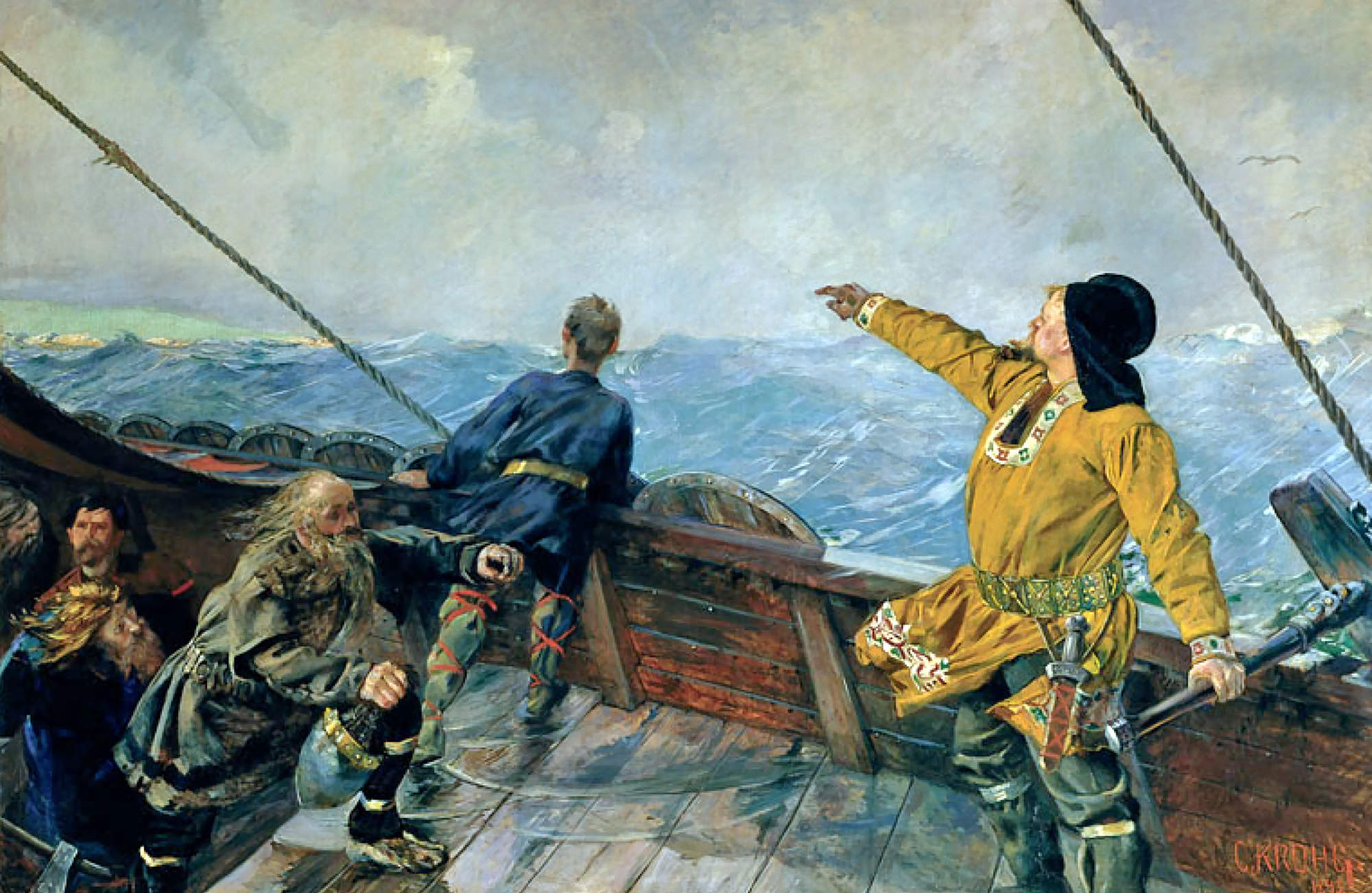
Leif Eriksson descoperă America de Nord.

Între timp, armatele vikingilor au rămas active pe continentul european de-a lungul secolului al IX-lea, jefuind brutal Nantes (pe coasta franceză), în 842 și au atacat orașele ca Paris, Limoges, Orleans, Tours și Nimes. În 844, vikingii au luat cu asalt Sevilia (fiind apoi controlate de arabi), în 859, au jefuit Pisa, deși o flotă arabă le-a afectat drumul de întoarcere spre nord. În 911 împăratul franc de Vest, Carol III cel Simplu, a acordat Rouen și teritoriile din jur printr-un tratat unei căpetenii vikinge numită Rollo în schimbul păcii și încetării raidurilor. Această regiune din nordul Franței este acum cunoscută sub numele de Normandia, sau "țara nordicilor."
Excelenți marinari și neguțători, s-au aventurat în depărtări până la Constantinopol și Bagdad în căutare de cuceriri și schimburi comerciale.
În est, erau cunoscuți sub numele de varegi, care au invadat Europa de Est și Rusia de azi (nume derivat din "Rus", popoarele slave au folosit numele pentru invadatorii scandinavi), începând din secolul VIII, folosind metode similare cu cele ale danezilor și ale omologilor norvegieni din vest.
Au creat noi rute comerciale la sud de Volga și Nipru și au fondat orașe-state: Kiev și Novgorod. Vikingii au avut, de asemenea, contacte extinse cu Constantinopolul: unii varegi chiar au servit ca gardă de elită pentru împărații bizantini.
În secolul al IX-lea, scandinavii (norvegienii, în principal) au început să colonizeze Islanda, o insulă din Atlanticul de Nord, unde nimeni nu s-a  stabilit în număr mare. Prin secolul X, unii vikingi (inclusiv faimosul Erik cel Roșu) s-au  mutat chiar mai departe spre vest, până în Groenlanda. Potrivit istorisirilor islandeze târzii, unii dintre primii coloniști vikingi din Groenlanda (se presupune că au fost conduși de norvegianul Leif Eriksson, fiul lui Erik cel Roșu), au fost primii europeni care au descoperit și explorat America de Nord. Au numit locul de debarcare Vinland (terenul vinului sau a strugurilor), au construit o așezare temporară L'Anse aux Meadows, în zilele noastre numită Newfoundland. S-ar părea că nu au format așezări permanente.

## Dominația daneză

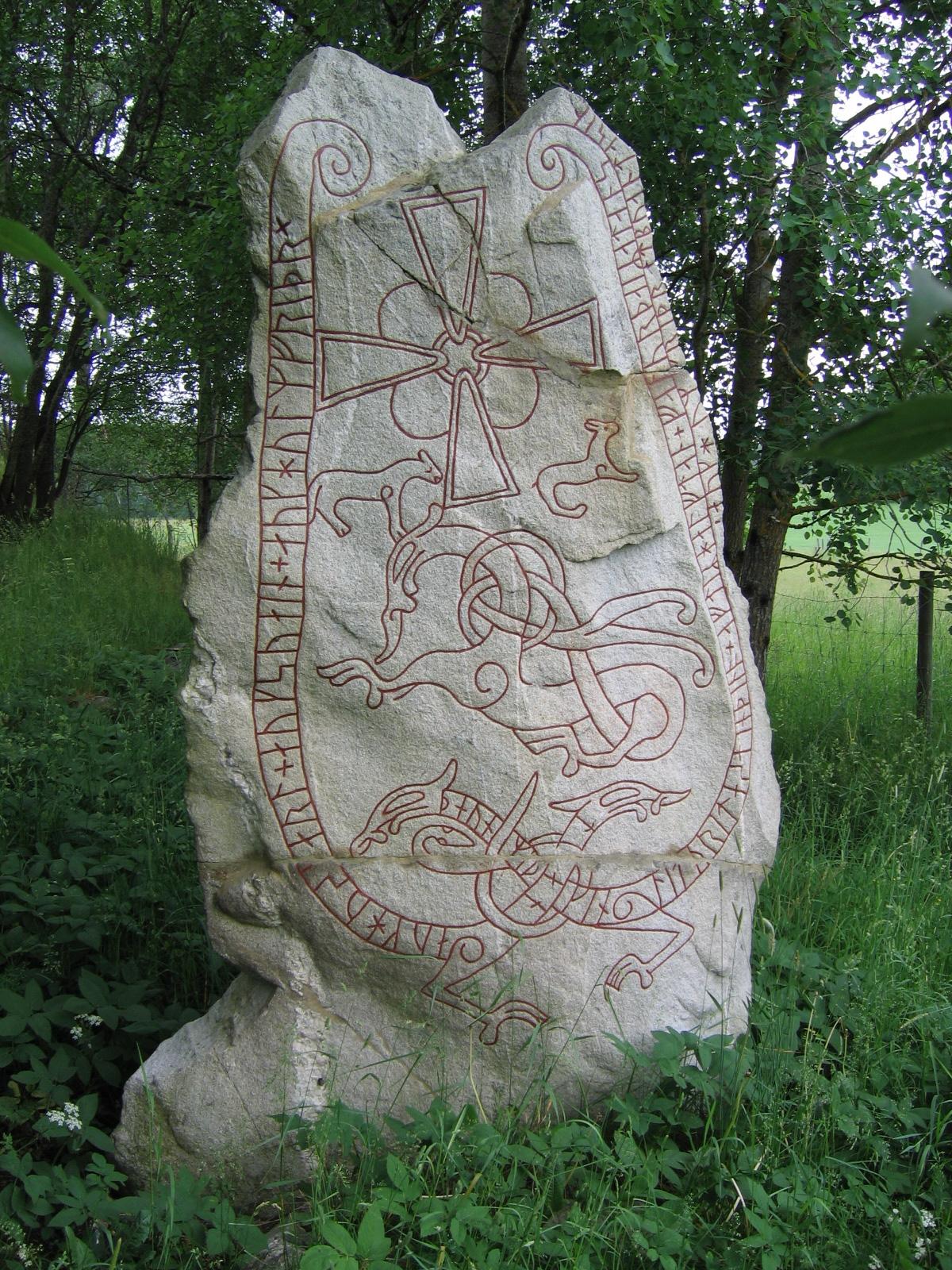
Piatră runică în Suedia de azi.

Sub domnia regelui Harald I la mijlocul secolului X, Danemarca puternică, unificată și creștinată a marcat începutul apogeului vikingilor. Raidurile pe scară largă, de multe ori organizate de liderii regali, au lovit coastele Europei și în special Anglia. Fiul rebel al lui Harald I, Sven I, a condus raidurile vikingilor în Anglia în  991 și a  cucerit întregul regat în 1013; l-a trimis în exil pe regele Ethelred II. Sven a murit în anul următor, fiind succedat de fiul său Knut (sau Canute) să formeze un imperiu scandinav (cuprinzând Anglia, Danemarca, și Norvegia) pe Marea Nordului.
După moartea lui Knut, ambii lui fii, Harold I și Hardeknud, i-au succedat, iar după moartea celui din urmă, în 1042, Eduard Confesorul, fiul regelui precedent (non-danez), s-a întors din exil și a recâștigat tronul englez de la danezi. La moartea sa (fără moștenitori) în 1066, Harold al II-lea a pus ochii pe tron. Armata lui Harold al II-lea a fost capabilă să învingă o invazie condusă de ultimul mare rege viking - Harald Hardrada al Norvegiei - de la Stamford Bridge, lângă York, dar a fost învins de forțele lui William Cuceritorul, Duce de Normandia (el însuși un descendent al coloniștilor scandinavi din nordul Franței) doar câteva săptămâni mai târziu. Încoronat ca rege al Angliei în ziua de Crăciun în 1066, William a reușit să-și păstreze coroana împotriva provocărilor daneze viitoare.

## Sfârșitul vikingilor
Evenimentele din 1066 din Anglia (mai precis bătăliile culminante de la Stamford Bridge și Hastings între vikingi, normanzi și anglo-saxoni) au marcat în mod radical sfârșitul epocii vikingilor, cel puțin în Europa continentală. Până în acel moment, toate regatele scandinave deveniseră creștinate și ceea ce a mai rămas din cultura vikingilor a fost absorbită în cultura Europei creștine. 
Astăzi, semne ale moștenirii vikinge pot fi găsite în cea mai mare parte ca fiind originile scandinave ale vocabularului și toponomiei în domeniile în care s-au așezat, inclusiv in nordul Angliei, Scoției și Rusiei. În Islanda, vikingii au lăsat o organizație extinsă de literatură de specialitate, saga islandeză, în care au sărbătorit cele mai mari victorii ale trecutului lor glorios.

## Mărturii

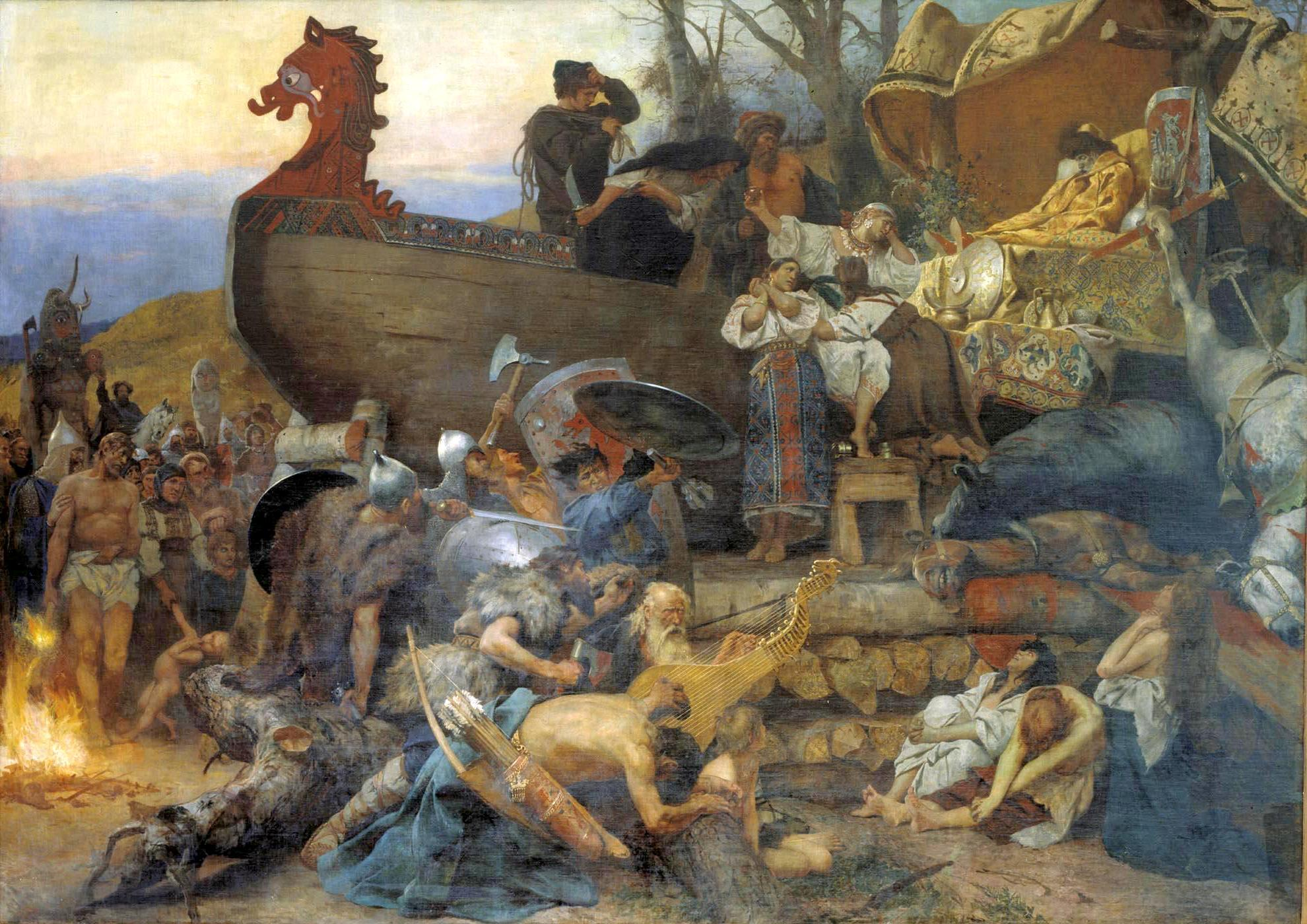
„Înmormântarea unui nobil vareg” din Rutenia (i.e. Ucraina de astăzi). Pictură de Henryk Siemiradzki, din 1884.

În secolul al X-lea, Ahmad ibn Fadlan, diplomat arab, a scris în jurnalul Risala, mărturii legate de modul de viață al scandinavilor. Le-a descris înfățișarea, aceștia fiind Înalți ca niște palmieri, blonzi, cu piele roșcată (...) toți sunt tatuați de la vârfurile degetelor până la gât cu figuri misterioase de culoare neagră sau verde; vestimentația: păreau să nici nu simtă frigul puternic de afară, pentru că nu purtau nici tunici, nici caftane, ci doar un veșmânt care le acoperea o parte a corpului, lăsându-le o mână liberă, precum și armamentul: Fiecare bărbat poartă la brâu un topor, o sabie și un cuțit lung, de care nu se desparte niciodată. Săbiile sunt uriașe și gravate asemenea săbiilor france; dar scria și despre igiena acestora:
Deși nordicii sunt gazde desăvârșite, sunt cele mai murdare creaturi ale Domnului. Nu au nici o rușine în a urina în văzul tuturor și par a nu se spăla niciodată. Nu se îmbăiază după ce au relații intime cu femeile lor și nici măcar nu își spală mâinile după ce mănâncă. Sunt ca niște măgari sălbatici. Pentru a se spăla, recurg la cea mai murdară și mai obscenă modalitate posibilă. O sclavă aduce un bazin uriaș cu apă pe care îl oferă mai întâi stăpânului ei. Acesta își spală mâinile, fața și părul, după care își curăță gâtul și nările în aceeași apă. Apoi sclava oferă vasul următorului bărbat care face aceleași lucruri. Toți nordicii repetă aceleași gesturi, în același bazin.
Ahmad ibn Fadlan scria că în ciuda obiceiurilor necivilizate, avea admirație față de negustori de sclavi și blănuri veniți din ținuturile înghețate ale nordului și față de impunătoarele lor corăbii împodobite cu capete de dragon, numite drakkare.
De asemenea, a descris ceremoniile funerare la vikingi:
Mi s-a spus că bărbatul decedat era unul dintre cei mai importanți membri ai comunității. Corpul său a fost coborât într-o groapă deasupra căreia a fost așezat un acoperiș. El trebuia să rămână astfel timp de 10 zile, până urma să fie scos și ars într-una dintre corăbii, alături de sclava sa preferată. Averea sa era împărțită în trei părți: una pentru familie, cealaltă pentru cei care se ocupau de funeralii în timp ce a treia parte era folosită pentru a procura băuturi pentru bărbații tribului. Aceștia se intoxicau cu băutură zi și noapte până când corpul decedatului urma să fie incinerat. Se întâmpla ca unul dintre ei să moară în timpul banchetului din cauza exceselor. Atunci averea sa era împărțită în același mod, iar funeraliile continuau.
Sclavelor care se ofereau să moară li se ofereau cele mai bune țesături și ornamente, acestea trebuia să treacă prin patul tuturor căpeteniilor, ca semn de respect pentru cel decedat. Atitudinea fetei, care bea alături de bărbați, cânta și se oferea acestora fără nicio urmă de remușcare, îl uluia pe ambasadorul arab.
După ce au îndepărtat acoperișul de lemn și de pământ, au așezat corpul acestuia într-o corabie în jurul căreia construiseră o structură asemănătoare cu un cort. În jurul său au așezat recipiente cu băutură, coșuri cu fructe și plante. Pe urmă au ales un câine pe care l-au tăiat în două și l-au aruncat în corabie. Apoi i-au așezat căpeteniei armele pe lângă corp. Au adus doi cai pe care i-au alergat până au asudat și care, la fel, au fost tăiați în bucăți și depuși lângă cel mort. Au mai sacrificat o găină și un cocoș pe care, de asemenea le-au aruncat pe vas. Apoi a venit rândul fetei, care a fost ucisă de o bătrână pe care o numeau Îngerul Morții.
„Voi, arabii, sunteți niște netoți”, mi-a spus acela. „De ce?”, l-am întrebat. „Pentru că îi purtați pe cei care spuneți că îi iubiți și îi onorați cel mai mult, și îi puneți în pământ acolo unde vor fi devorați de târâtoare. Noi îi ardem pentru a ajunge cât mai repede în Paradis”, apoi începu să râdă puternic. Atunci când l-am întrebat care este motivul bucuriei sale, mi-a răspuns: ”Din dragoste pentru el, Stăpânul nostru a trimis vântul pentru a-l primi cât mai repede.” Într-adevăr, în cel mai scurt timp, din corabie, căpetenie și fată nu mai rămăsese decât cenușa. Pe locul acela au ridicat o movilă de pământ pe care au așezat o tabletă de lemn cu numele acelui rege. Apoi au plecat cu toții.

## Arme

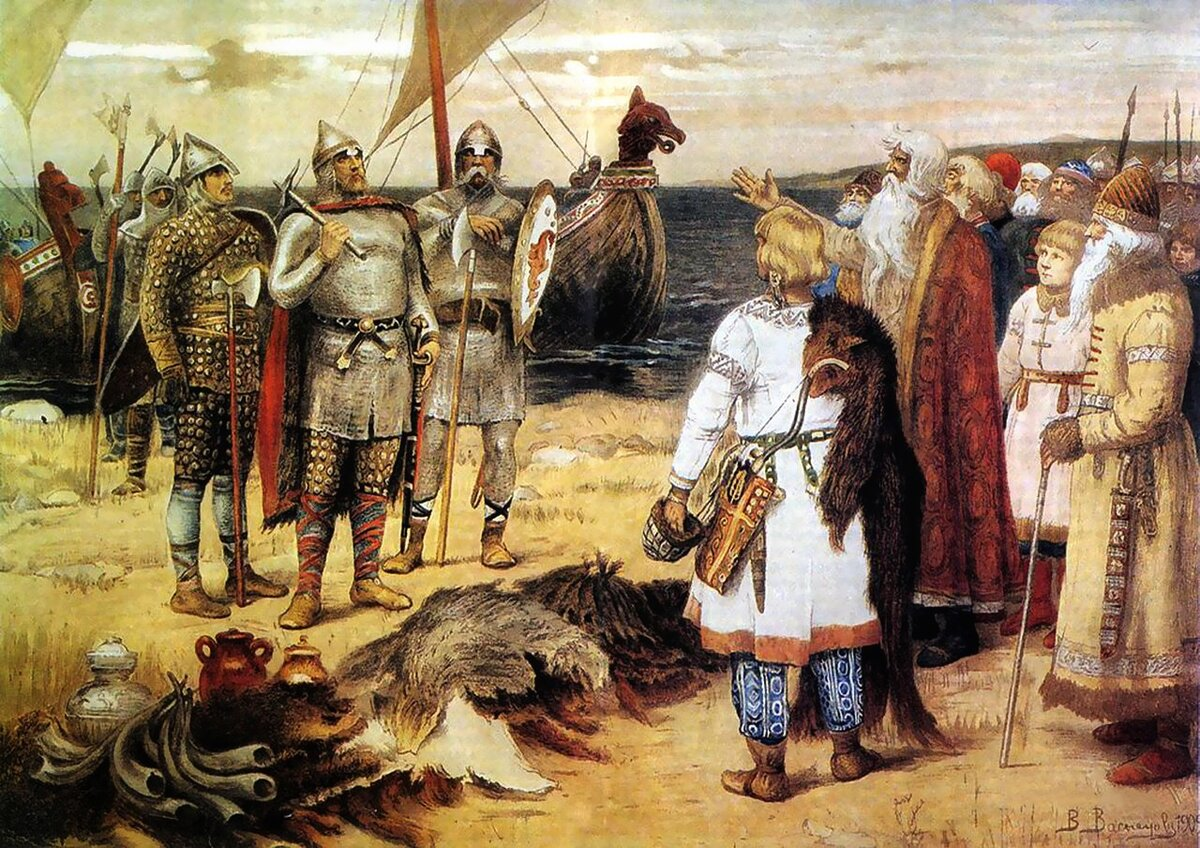
Sosirea lui Rurik la Ladoga,
pictură de Viktor Vasnețov

Cunoștințele noastre despre arme și armuri din epoca vikingilor se bazează pe descoperirile arheologice relativ rare, reprezentarea în imagini, și într-o anumită măsură cu privire la legendele  din saga nordică și legile nordice înregistrate în secolul al XIII-lea. Conform obiceiului, toți oamenii liberi nordici au fost nevoiți să aibă arme proprii și le-a fost permis să le poarte tot timpul. Aceste arme identificau statutul social al unui viking: un viking bogat avea un ansamblu complet de un coif, scut, cămașă de zale și sabia. Un viking tipic ar fi avut mai probabil pentru a lupta o suliță, scut și un pumnal. Arcurile au fost utilizate în etapele de deschidere de lupte pe uscat și pe mare, dar ele tind să fie considerate mai puțin "onorabile" decât luptele corp-la-corp. Vikingii au fost relativ neobișnuiți pentru acea perioadă în utilizarea lor de topoare ca armă principală în bătălie. Húscarlii, Garda de elită a Regelui Knut (și mai târziu regele Harold al II-lea) erau înarmați cu topoare, scuturi și căști de protecție de metal ușoare. În luptă vikingii se crede că s-au angajat în stilul dezordonat de lupte frenetice și furioase, fiind atât de curajoși că au fost numiți bersekeri. Acea stare mentală s-ar fi datorat proprietăților psihoactive provocate de ciuperci halucinogene sau cantităților masive de alcool consumate.

## Credințele religioase ale vikingilor

„Thor luptă cu giganții”. Pictură de Mårten Eskil Winge din 1872.

Conform izvoarelor runice și celor arheologice, vikingii credeau în mai mulți zei. Ei credeau că lumea este de fapt un stejar denumit Yggdrasil care cuprinde 9 lumi (planete).
Pentru a exemplifica, dintre aceste 9 lumi, Asgard este tărâmul zeilor cunoscuți drept Aesir (o familie de zei în conflict și contrapondere cu cei din familia Vanir) conduși de Odin, iar Valhalla este o sală uriașă de petreceri unde intră războinicii vikingi după moarte pentru a celebra și sărbători pe săturate. Migdardul este considerat tărâmul oamenilor, care a fost construit din trupul gigantului primordial, Ymir, și este înconjurat de un ocean imposibil de străbătut, în care trăiește șarpele Jormungand.
În contrast, Helheim este cea de-a noua lume și reprezintă infernul unde se duc sufletele vikingilor netrebnici care n-au murit eroic și au comis predominant fapte malefice și lipsite de orice fel de conduită sau respect împotriva semenilor lor.
Mai jos sunt descriși, pe scurt, zeii principali din mitologia nordică:
- Odin era regele zeilor și conducătorul Asgardului, care și-a sacrificat ochiul pentru a obține cunoștințe. Corbul era simbolul său, pentru că reprezenta „ochiul și urechile” sale;
- Thor era fiul lui Odin și zeul cerului. El guverna tunetele, fulgerele, vânturile și furtunile cu ciocanul său.
- Freyr – zeul  ploii, soarelui, recoltelor și fertilității;
- Frigg – soția lui Odin și regina Asgard-ului. Era zeița maternală;
- Baldur – zeul luminii, al bucuriei, al purității, al frumuseții și al inocenței. Datorită măreției și frumuseții lui, toate forțele naturii au hotărât să nu îl rănească, în afară de vâsc. Diabolicul zeu Loki s-a folosit de această slăbiciune și el l-a omorât pe Baldur;
- Loki – zeul focului, magiei și al metamorfozei;
- Valkiriile – creaturi înaripate care aduceau sufletele războinicilor morți în Valhalla.

Nu în ultimul rând, Vikingii credeau că lumea are un început și un sfârșit, pe acesta din urmă numindu-l Ragnarök. Conform mitologiei lor, aceștia credeau că sfârșitul lumii va veni atunci când va sosi o nouă eră glaciară, urmând ca fiara lup Fenris să îl înghită pe Odin și șarpele Jormungand(ur) să îl ucidă pe bravul Thor. Cu toate acestea, se spune că după Ragnarok un nou pământ va răsări, verde, frumos și îmbelșugat.

## Galerie de imagini

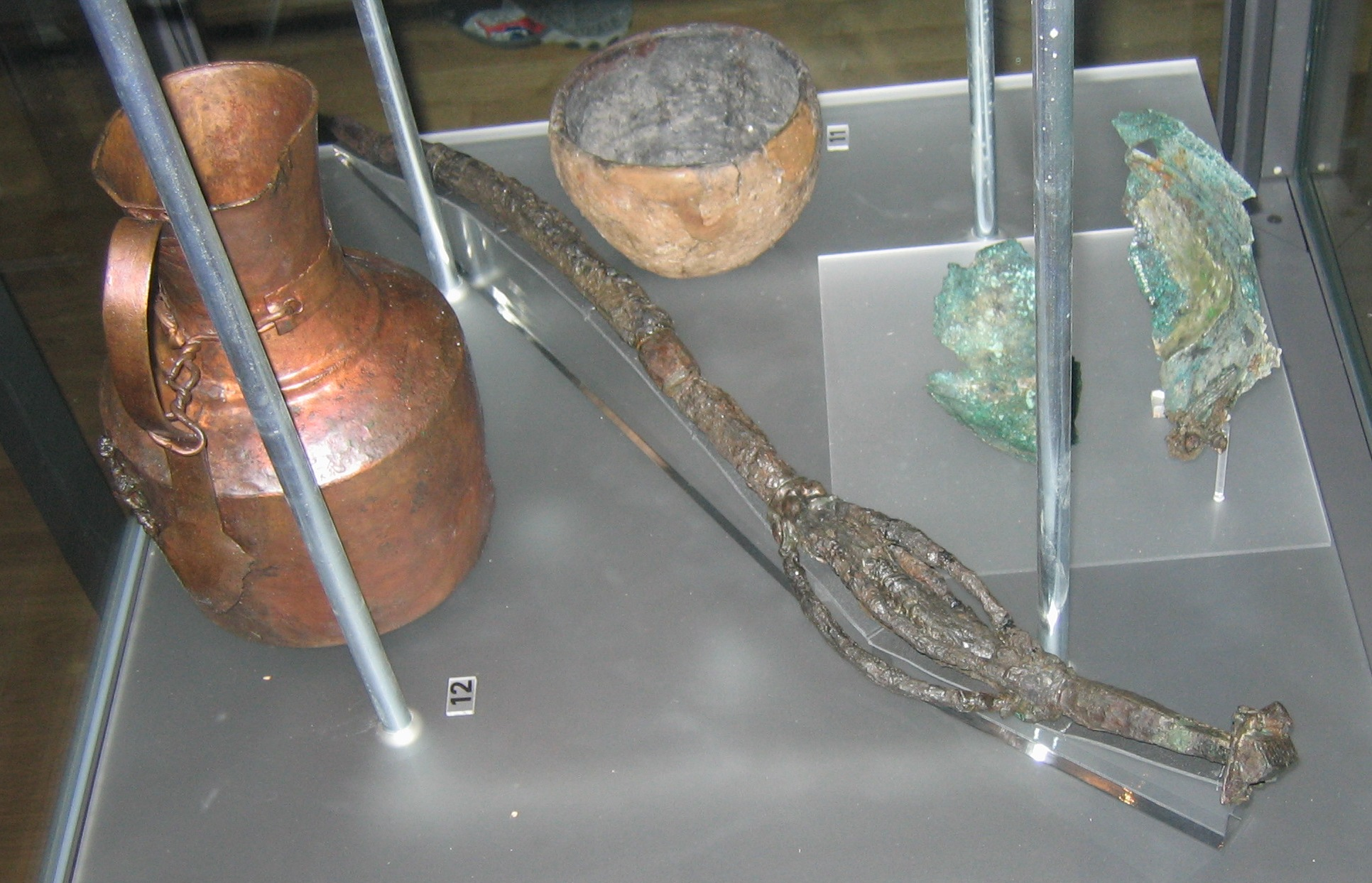
Lucruri găsite în mormântul unei preotese
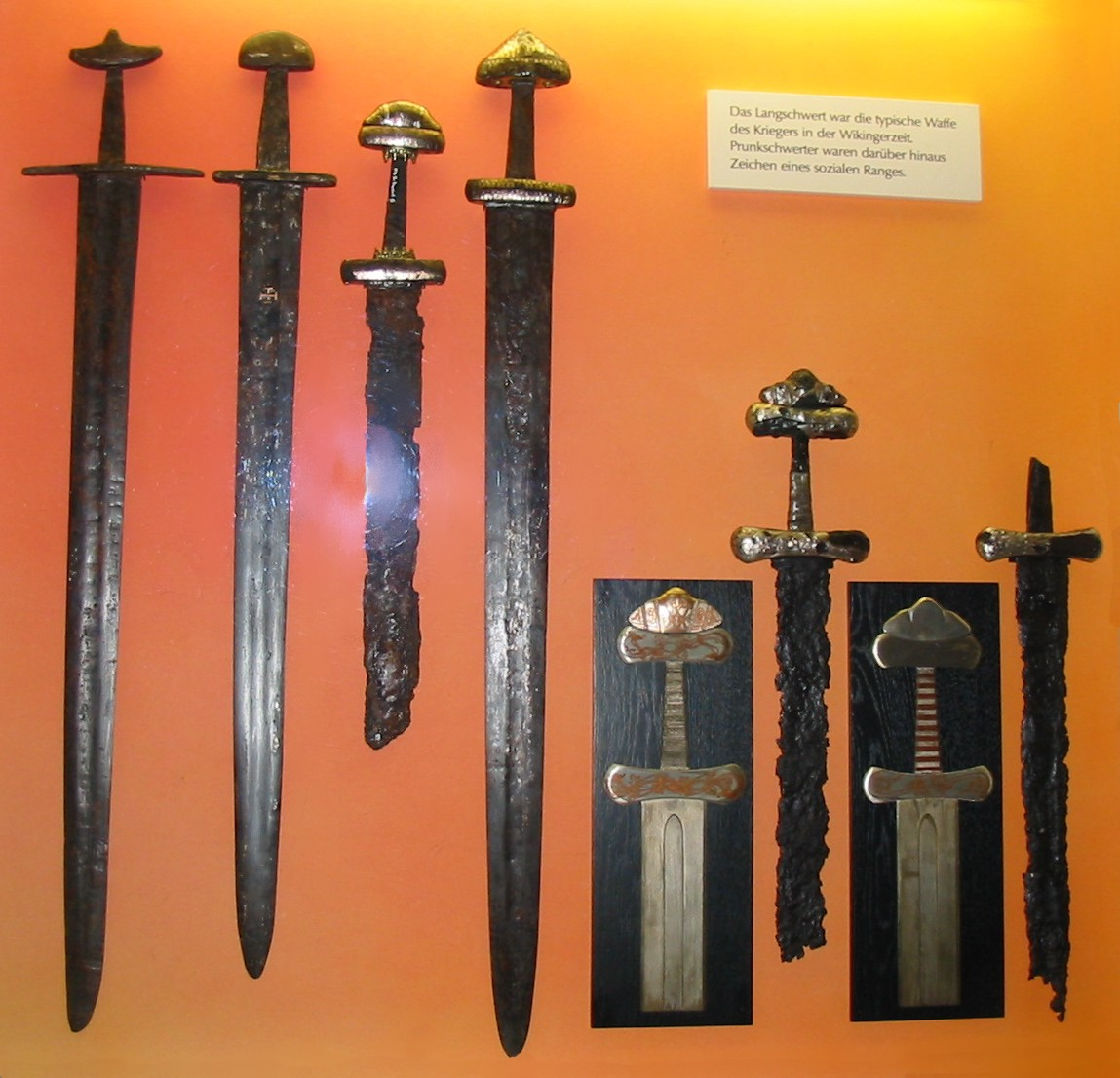
Săbii vikinge
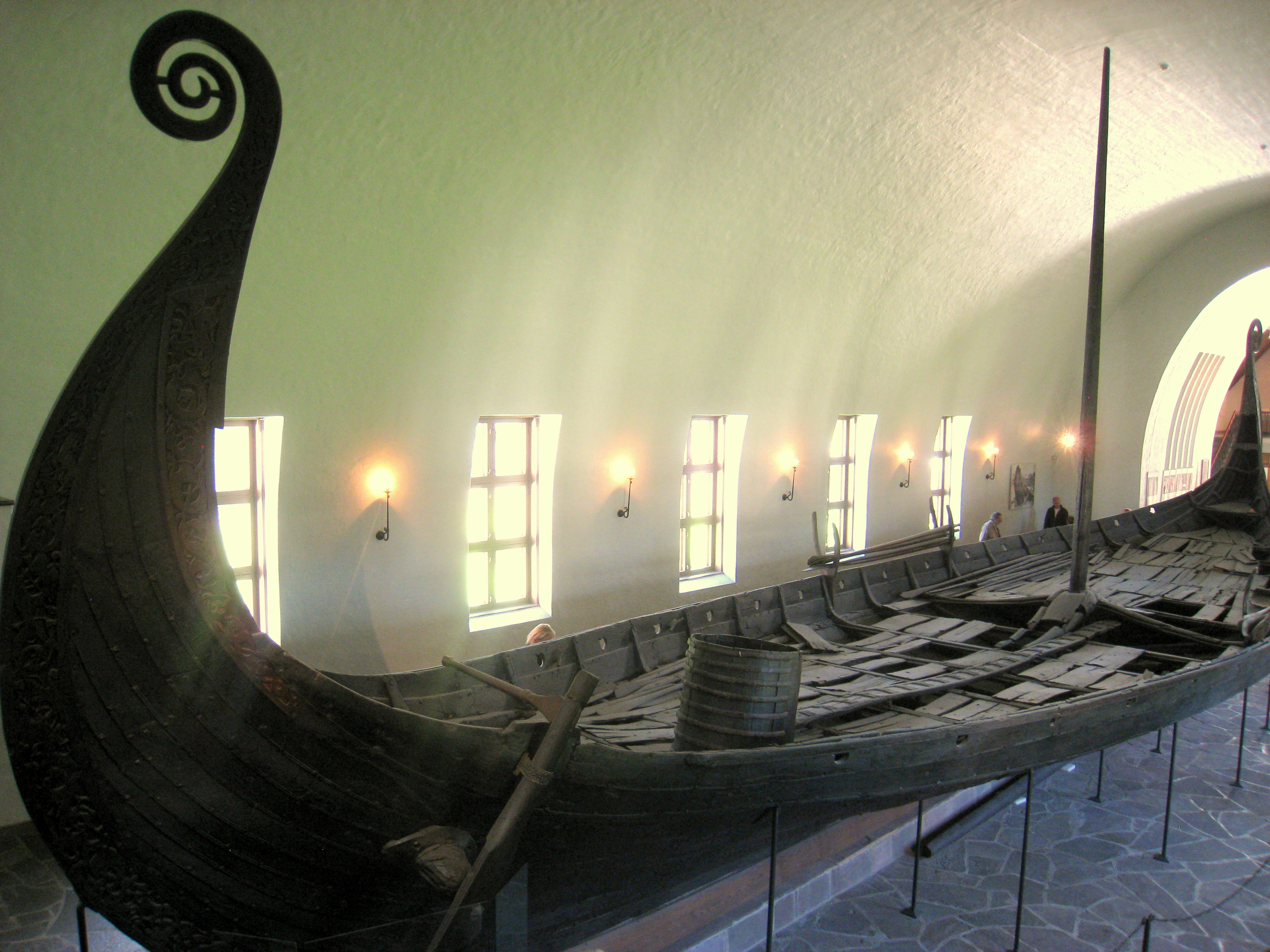
Corabia Oseberg
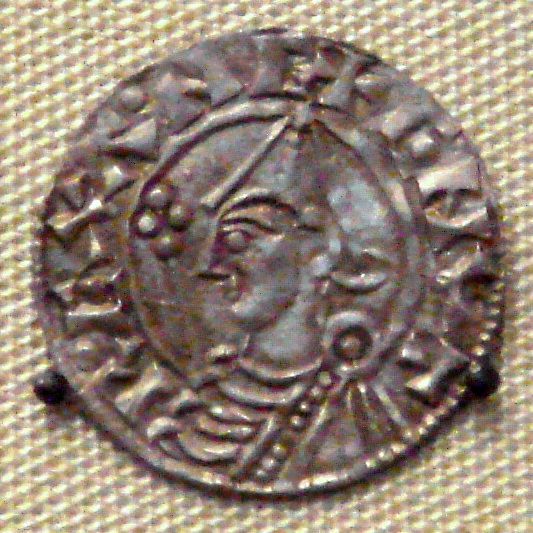
Monedă reprezentându-ul pe Knut cel Mare. Monedele vikinge bătute în sec. IX-XI erau din argint sau aur veritabil
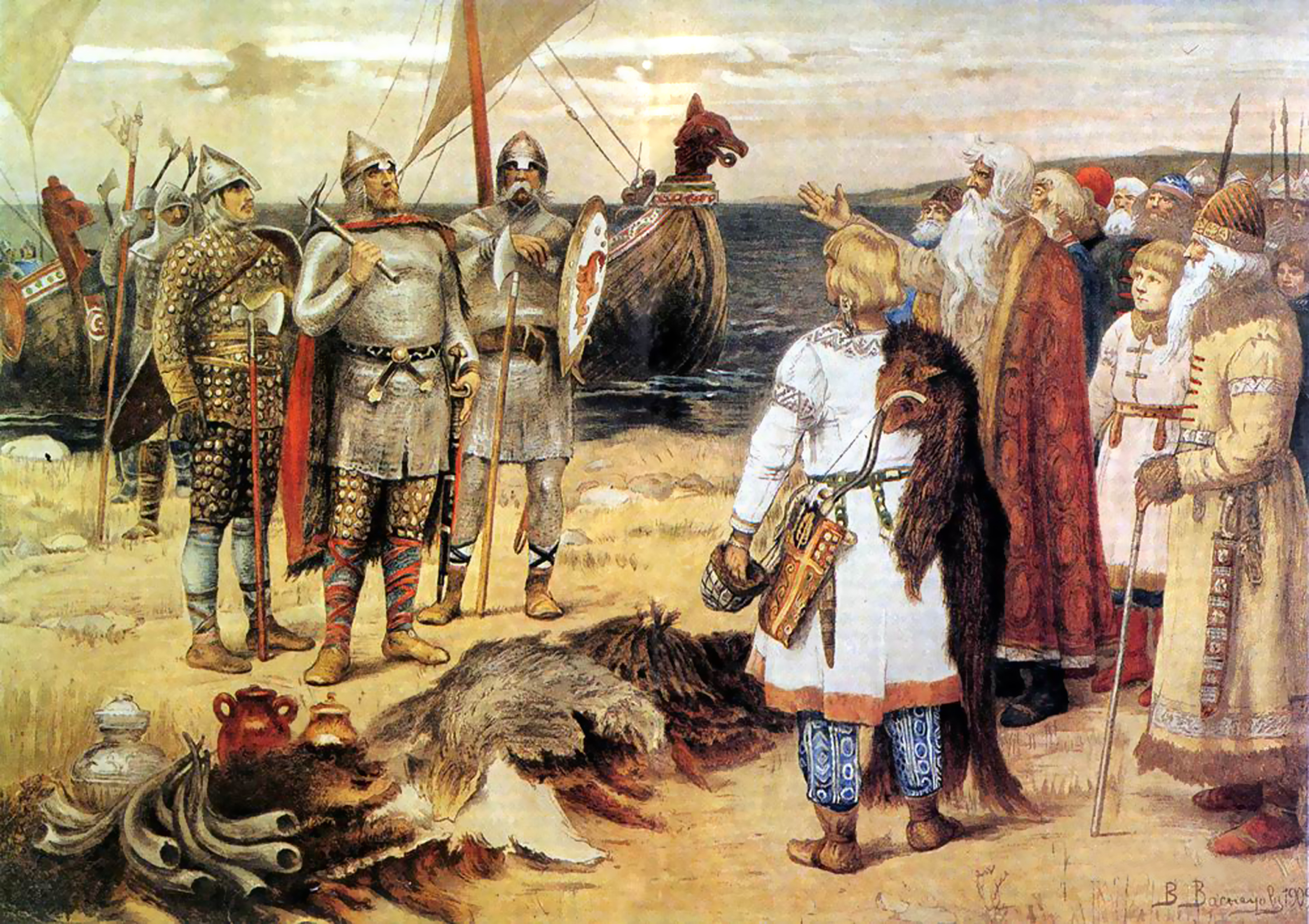
„Varegii sosesc pe mare”.
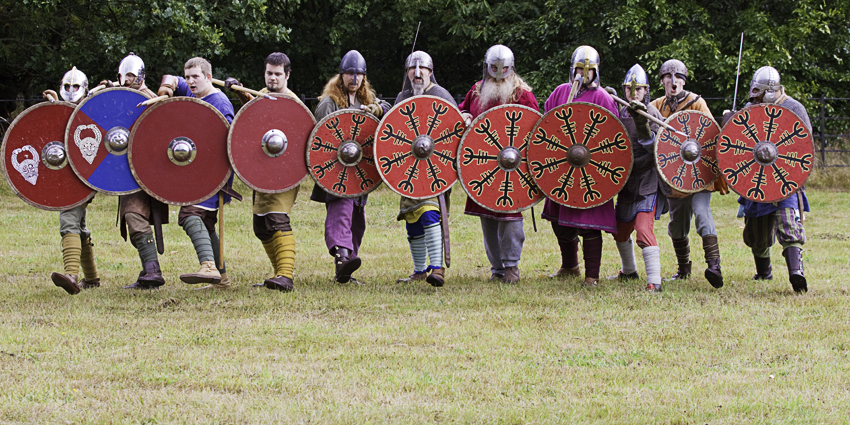
Reconstrucție contemporană